# José Gómez
José Gervasio Gómez (ur. 23 października 1949) – piłkarz urugwajski, napastnik.
Będąc piłkarzem klubu CA Cerro wziął udział wraz z reprezentacją Urugwaju w finałach Mistrzostw Świata w 1974 roku, gdzie Urugwaj odpadł już w fazie grupowej. Gómez nie zagrał w żadnym meczu.
Będąc graczem klubu Defensor Sporting w 1976 zdobył tytuł mistrza Urugwaju. W latach 1983–1984 grał w klubie Liverpool FC.